# Оскар Табарес
Оскар Табарес (ісп. Óscar Tabárez, нар. 3 березня 1947, Монтевідео) — уругвайський футбольний тренер. З 2006 року очолює тренерський штаб національної збірної Уругваю. До початку тренерської роботи — футболіст, що грав на позиції захисника.

## Ігрова кар'єра
У дорослому футболі дебютував 1967 року виступами за команду клубу «Суд Америка», в якій провів чотири сезони.
Надалі, з 1972 по 1977 рік, грав у складі команд низки латиноамериканських клубів («Спортіво Італьяно», «Монтевідео Вондерерс», «Фенікс» та «Пуебла»), у жодному з яких особливих успіхів не досяг.
Завершив професійну ігрову кар'єру в уругвайському «Белья Віста», за команду якого виступав протягом 1977—1979 років.

## Кар'єра тренера
Завершивши виступи на футбольному полі залишився у клубі «Белья Віста», де 1980 року почав працювати тренером молодіжної команди, одночасно навчаючись на тренерських курсах. Оскільки робота тренера молодіжної команди не забезпечувала необхідного рівня доходу, Табарес був змушений також влаштуватися працювати шкільним вчителем, до 1985 року ця робота була основним джерелом його доходів.
1983 року працював з молодіжної збірної Уругваю, протягом 1984–1986 років очолював команди клубів «Данубіо» та «Монтевідео Вондерерс», після чого знову був головним тренером уругвайської «молодіжки».
Перший тренерський успіх прийшов до Табареса 1987 року, в якому він очолив команду уругвайського клубу «Пеньяроль» та привів її до перемоги у тогорічному розіграші Кубка Лібертадорес. Наступний рік тренер провів у Колумбії, де працював з «Депортіво Калі».
Того ж 1988 року отримав пропозицію очолити національну збірну Уругваю. Спеціаліст готував «селесте» до фінальної частини чемпіонату світу 1990 року, де вивів команду до стадії 1/8 фіналу, на якій уругвайці поступилися господарям фінального турніру, збірній Італії.
1991 року повернувся до клубної роботи, прийнявши команду аргентинського «Бока Хуніорс», наступного року здобув з цією командою титул чемпіона Аргентини. У 1993–1994 роках знову очолював уругвайський «Пеньяроль».
У 1994 році перебрався до Європи, де до 1999 працював з командами клубів «Кальярі», «Мілан» та «Реал Ов'єдо». На початку 2000-х очолював команди аргентинських «Велес Сарсфілд» та «Бока Хуніорс».

### Збірна Уругваю (2006-)
2006 року Табарес, який на той час вже декілька років відпочивав від тренерської роботи, знову став головним тренером національної збірної Уругваю. Першим великим турніром для «селесте» після повернення Табареса став Кубок Америки 2007 року, на якому уругвайці задовільнилися четвертим місцем. Втім вже чотирма роками пізніше, на Кубку Америки 2011, очолювана Оскаром Табаресом команда уп'ятнадцяте в своїй історії стала континентальним чемпіоном. Роком раніше, на футбольних полях Південно-Африканської Республіки, де проходила фінальна частина чемпіонату світу 2010 року, збірна Уругваю дійшла до півфіналу, після поразки в якому від збірної Нідерландів поступилася у «малому фіналі» збірній Німеччини, зайнявши таким чином підсумкове четверте місце.
2012 року Табарес також працював з олімпійською збірною Уругваю, яка не змогла подолати груповий етап футбольного турніру лондонської Олімпіади.
З головною збірною Уругваю Табарес 2013 року брав участь у тогорічному розіграші Кубка конфедерацій, на якому «селесте» фінішували четвертими. Того ж року уругвайці вирішили завдання потрапляння до фінальної частини чемпіонату 2014 року. Щоправда, зайнявши лише п'яте місце у кваліфікаційному турніру КОНМЕБОЛ, вони мали здобувати путівку на мундіаль у раунді плей-оф, де без особливих проблем здолали представника АФК збірну Йорданії.
У 2019 році Оскар Табарес став першим тренером в історії футболу, який провів на чолі національної команди 200 матчів.
19 листопада 2021 року Асоціація футболу Уругваю повідомила про звільнення Оскара Табареса з посади головного тренера збірної Уругваю.

## Титули і досягнення

### Командні (як тренера)
- Володар Кубка Лібертадорес:

«Пеньяроль»:  1987
- Чемпіон Аргентини:

«Бока Хуніорс»:  Апертура 1992
- Володар Кубка Америки:

Уругвай: 2011
- Срібний призер Кубка Америки:

Уругвай: 1989
- Переможець Панамериканських ігор: 1983

### Особисті
- Футбольний тренер року в Південній Америці:

2010, 2011
- Найкращий тренер року у світі за версією IFFHS:

2011
- Чемпіон спорту ЮНЕСКО — з січня 2012 року, став лише другим представником футболу (після Пеле) у цьому списку спортсменів, відзначених за їх внесок у популяризацію фізичної культури і спорту у світі.